# Renato Tapia
Renato Fabrizio Tapia Cortijo (født 28. juli 1995 i Lima, Peru), er en peruviansk fodboldspiller (midterforsvarer/midtbane). Han spiller for Feyenoord i Hollands Æresdivision.
Tapia spillede på ungdomsniveau i hjemlandet. På seniorniveau har han tidligere repræsenteret FC Twente. Hos Feyenoord var han i 2017 med til at vinde det hollandske mesterskab, mens det i 2018 blev til sejr i KNVB Cuppen.

## Landshold
Tapia debuterede for Perus landshold 31. marts 2015 i en venskabskamp mod Venezuela. I 2016 scorede han sit første mål for holdet i et opgør mod Ecuador. Han var en del af den peruvianske trup til Copa América i 2016.